# Dmitri Egorov
Dmitri Fiódorovich Egórov (Дми́трий Фёдорович Его́ров) (Moscú, 22 de diciembre de 1869-Kazán, 10 de septiembre de 1931) fue un matemático ruso.

## Biografía
Nacido en Moscú, Imperio ruso, el 22 de diciembre de 1869, estudió en la Universidad de Moscú, doctorándose en 1901. Tras una estancia en Europa occidental entre 1902 y 1903, pasó a ejercer de profesor en su alma mater en 1904. Reconocido por su trabajo en geometría diferencial, fue presidente de la Sociedad de Matemática de Moscú. Vinculado a la corriente religiosa de los Adoradores del Nombre (Imiaslávie), hereje para la Iglesia ortodoxa, fue arrestado en 1930, encarcelado, y enviado a Kazán, donde falleció el 10 de septiembre de 1931.